# کارمن کایلیتشا
کارمنِ کایلیتشا (انگلیسی: U-Carmen eKhayelitsha) یک فیلم به کارگردانی مارک دورنفورد-می است که در سال ۲۰۰۵ منتشر شد. این فیلم برنده خرس طلایی از جشنواره فیلم برلین شده‌است.